# 欧尔班经济学
欧尔班经济学（Orbanomics）是匈牙利总理欧尔班及其政府自2010年上台以来的经济政策名称。这些政策是对全球经济危机和匈牙利经济状况的反应。杰尔吉·马托尔奇（György Matolcsy）曾任国民经济部长，现任匈牙利国家银行行长，对这些政策的制定和实施起到了重要作用。

## 举措

### 养老基金国有化
所有私人养老基金都被废除并收归国有，估计总额约为12,000,000,000美元。

### 税收
- 2012年主要增值税从25%提高到27%，而某些产品（肉类、鱼类、鸡肉、鸡蛋、互联网等）从2016-18年开始逐渐降低到5%；
- 无论收入如何，将所有企业利润税从10-19%降低到9%（之前，企业利润税不统一）；
- 将员工工资支付的工资税减少几个百分比；
- 对银行征收新税（交易、取款等）。

### 基准利率
至2016年5月，基准利率从5.25%逐渐降低至0.9%。